# Francisco Bosch
Francisco Bosch (5 de octubre de 1982) es un actor y bailarín de Valencia, España.
Sus interés en el baile surgió cuando su abuela lo llevó a conocer a su grupo de baile flamenco cuando tenía cinco años. Inició sus clases de ballet en el Conservatorio Profesional de Danza en Valencia y continuó sus estudios y práctica en el Conservatorio de Danza de Madrid, para más tarde formar parte de la Compañía Nacional de Danza con Nacho Duato. En 2002, se unió al English National Ballet. En el terreno personal, Bosch es abiertamente homosexual,
Bosch hizo el papel del eunuco persa Bagoas, actuando con Colin Farrell en el papel de Alejandro Magno, su amante, en la película del mismo nombre (2004) de Oliver Stone. La escena de amor entre los dos fue cortada antes de la distribución, supuestamente porque era demasiado explícita para ser acepta por el gran público. La escena del baile en la película fueron detalladas en el documental de Suzanne Gielgud Dancing for Oliver, en el que Bosch también es entrevistado.
Bosch también completó las películas Nina’s Heavenly Delights y la serie y The Curse of King Tut's Tomb de Russell Mulcahy para la televisión en 2006. También participó en la película The Magic Flute, una adaptación de la ópera de Wolfgang Amadeus Mozart La flauta mágica por Kenneth Branagh.